# コーリス・ウィリアムソン
コーリス・ウィリアムソン（Corliss Mondari Williamson 1973年12月4日 - ）は、アメリカ合衆国アーカンソー州出身の元バスケットボール選手。現指導者。NBAのサンアントニオ・スパーズでアシスタントコーチを務めている。

## 選手時代
アーカンソー大学時代の1994年に、NCAAトーナメントで優勝し、ファイナルフォーの最優秀選手にも選出されたウィリアムソンは、翌年の1995年のNBAドラフトにアーリーエントリーを表明。13位でサクラメント・キングスから指名されてNBA入り。1997-98シーズンには平均17.7得点を記録し、MIP候補にも挙げられたが、チームは1998-99シーズン開幕前にリック・アデルマンをHCに迎え、クリス・ウェバー、ペジャ・ストヤコヴィッチ、ブラデ・ディバッツなど大型補強を行い、ウィリアムソンの序列は低下。結局2000年夏にダグ・クリスティとのトレードでトロント・ラプターズに移籍。更に2000-01シーズン途中に大型トレードでデトロイト・ピストンズに移籍。ピストンズ加入後はシックスマンに転向し、2001-02シーズンはNBAシックスマン賞を受賞。2003-04シーズンにはNBAチャンピオンを経験した。
2004年夏にフィラデルフィア・76ersに移籍するも、翌年2月にクリス・ウェバーとの大型トレードでサクラメント・キングスに復帰し、2007年に引退した。

## コーチ歴

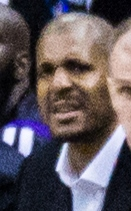
2013年キングスベンチにて

引退したウィリアムソンは、故郷のアーカンソー州に戻り、地元の大学からコーチ業を開始。
2010年からはアーカンソー中央大学のヘッドコーチを務め、2013年8月に古巣のサクラメント・キングスのアシスタントコーチに就任した。
2016年6月29日、オーランド・マジックのアシスタントコーチに就任した 。
2018年6月27日、フェニックス・サンズのアシスタントコーチに就任した 。
2023年6月30日、ミネソタ・ティンバーウルブズのアシスタントコーチに就任した 。
On August 18, 2025年8月18日、サンアントニオ・スパーズのアシスタントコーチに就任した。